# Pölkenhof

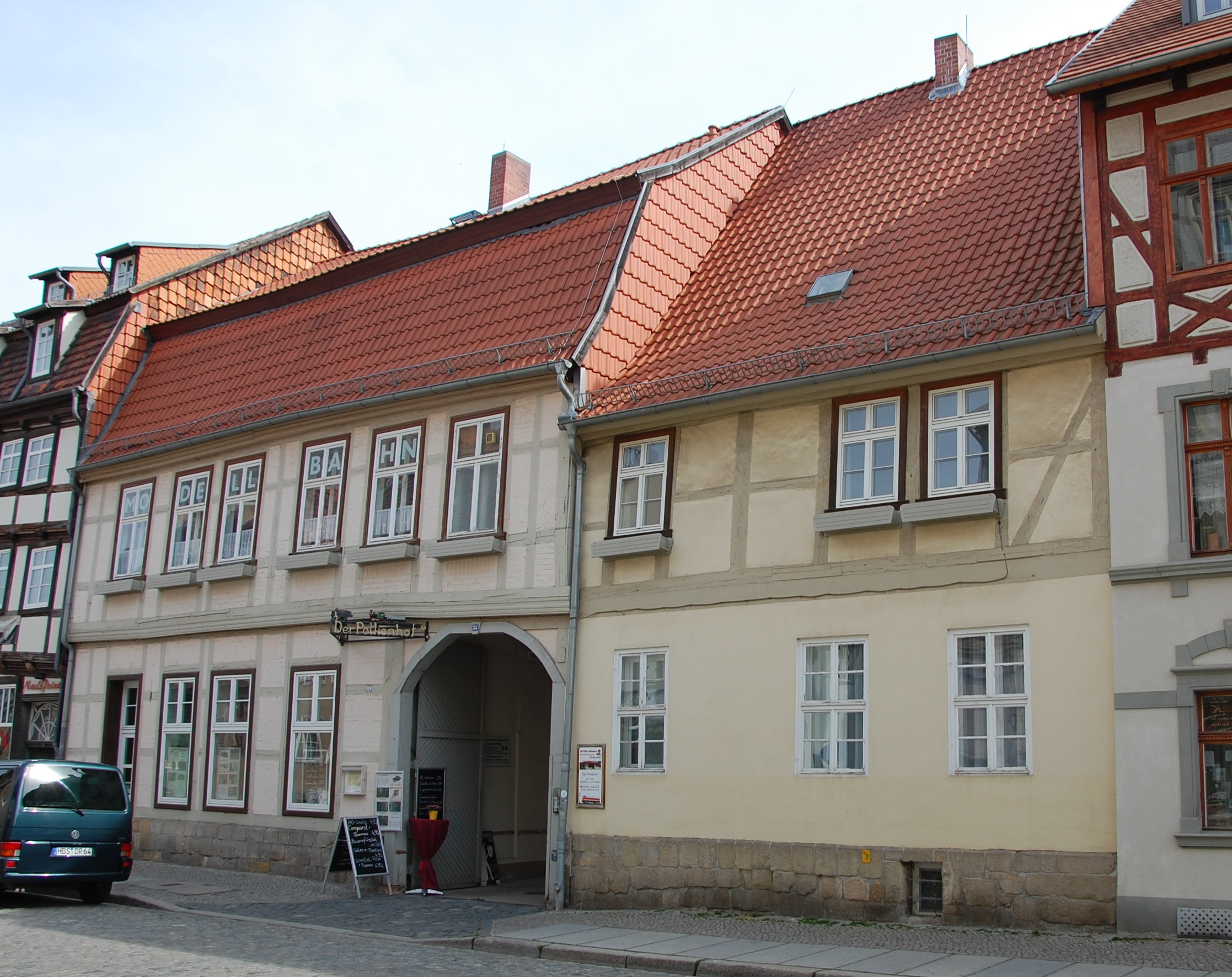
Haus Pölkenstraße 38

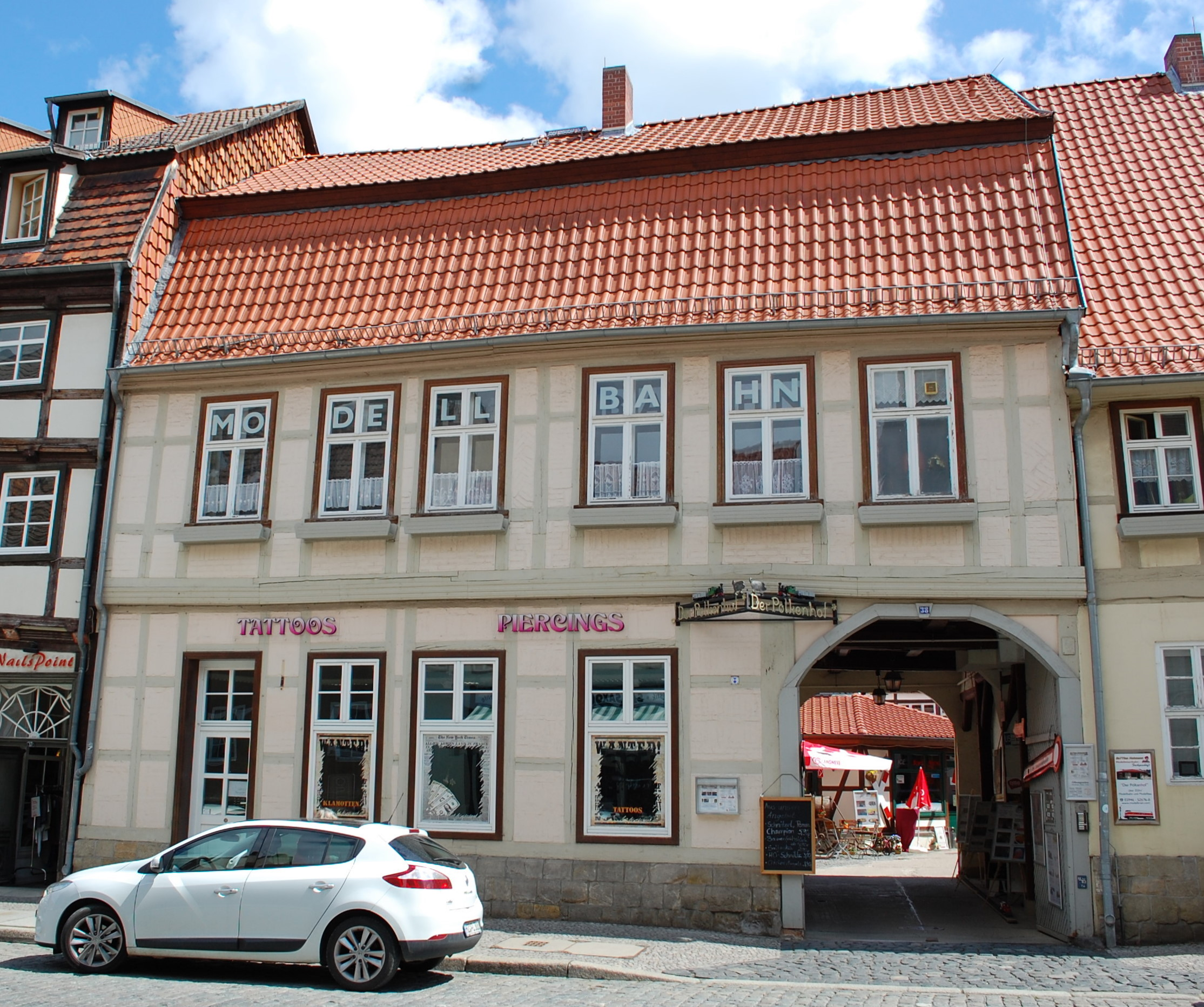
Nordhälfte

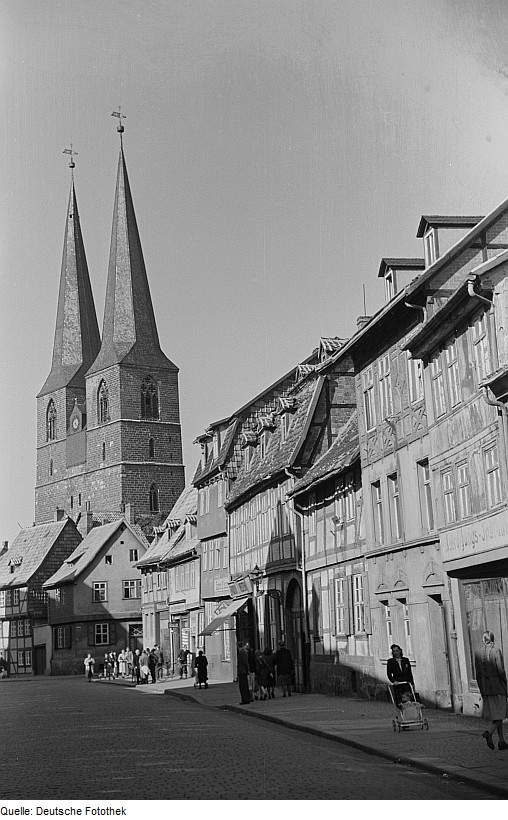
Straßenzug mit Pölkenhof im Jahr 1951

Der Pölkenhof ist eine denkmalgeschützte Hofanlage in der Stadt Quedlinburg in Sachsen-Anhalt.

## Lage
Es befindet sich in der historischen Quedlinburger Neustadt auf der Ostseite der Pölkenstraße an der Adresse Pölkenstraße 38. Das Haus ist im Quedlinburger Denkmalverzeichnis als Ackerbürgerhof eingetragen und gehört zum UNESCO-Weltkulturerbe. Nördlich grenzt das gleichfalls denkmalgeschützte Haus Pölkenstraße 37, südlich das Haus Pölkenstraße 39 an.

## Architektur und Geschichte
Das Gebäude besteht aus zwei Teilen, die beide in Fachwerkbauweise errichtet wurden. Der nördliche Teil entstand in der Zeit des Barock. Bedeckt ist das Haus mit einem Mansarddach. Die Gefache sind mit Zierausmauerungen verfüllt. An der Seite zum südlichen Gebäudeteil befindet sich eine Tordurchfahrt. In der Zeit um 1820 wurden im Erdgeschoss die Fenster erneuert.
Am südlichen Gebäudeteil sind keine Verzierungen erhalten. Möglicherweise ist dieser Teil des Hauses älter. Das Erdgeschoss wurde jedoch in späterer Zeit in massiver Bauweise erneuert. Das Dach dieser Haushälfte ist durch seine Höhe markant.
Auf dem Hof befinden sich verschiedene Unternehmen.